# La Roue Tourangelle 2014
La Roue Tourangelle 2014, tredicesima edizione della corsa e valida come evento dell'UCI Europe Tour 2014 categoria 1.1, si svolse il 27 aprile 2014 su un percorso totale di circa 200 km. Fu vinta dal francese Angélo Tulik che terminò la gara in 4h40'35", alla media di 42,82 km/h.
Al traguardo 55 ciclisti portarono a termine la gara.

## Squadre partecipanti
| N.    | Cod. | Squadra                      |
| ----- | ---- | ---------------------------- |
| 1-8   | FDJ  | FDJ.fr                       |
| 11-18 | LPM  | La Pomme Marseille 13        |
| 21-28 | ALM  | AG2R La Mondiale             |
| 31-38 | EUC  | Team Europcar                |
| 41-48 | COF  | Cofidis, Solutions Credits   |
| 51-58 | BSE  | Bretagne-Séché Environnement |
| 61-68 | AND  | Androni Giocattoli-Venezuela |
| 71-78 | CJR  | Caja Rural-Seguros RGA       |
| 81-88 | RVL  | RusVelo                      |

| N.      | Cod. | Squadra                   |
| ------- | ---- | ------------------------- |
| 91-98   | BIG  | BigMat-Auber 93           |
| 101-108 | RLM  | Roubaix-Lille Metropole   |
| 111-118 | RDT  | Rabobank Development Team |
| 121-128 | WBC  | Wallonie-Bruxelles        |
| 131-138 | VER  | Veranclassic-Doltcini     |
| 141-148 | CCD  | Team Differdange-Losch    |
| 151-158 | BGT  | Bridgestone-Anchor        |
| 161-168 | VBG  | Team Vorarlberg           |
| 171-178 | VFN  | Vini Fantini-Nippo        |

## Ordine d'arrivo (Top 10)
| Pos. | Corridore          | Squadra      | Tempo    |
| ---- | ------------------ | ------------ | -------- |
| 1    | Angélo Tulik       | Europcar     | 4h40'35" |
| 2    | Jaŭhen Hutarovič   | AG2R La Mon. | a 12"    |
| 3    | Adrien Petit       | Cofidis      | s.t.     |
| 4    | Anthony Geslin     | FDJ.fr       | s.t.     |
| 5    | Yannick Martinez   | Europcar     | s.t.     |
| 6    | Christophe Laporte | Cofidis      | a 15"    |
| 7    | Julien Fouchard    | Cofidis      | a 22"    |
| 8    | Julien Duval       | Roubaix      | s.t.     |
| 9    | Maxime Daniel      | AG2R La Mon. | a 56"    |
| 10   | Frédéric Amorison  | Wallonie     | a 1'05"  |